# Emmanuel Croset
Pour les articles homonymes, voir Croset.
Emmanuel Croset est un ingénieur du son, musicien et mixeur français pour le cinéma.

## Biographie
Crédité sur plus de 200 films, dont cinq films présentés au Festival de Cannes, Emmanuel Croset a été nommé à quatre reprises lors des César du cinéma.

## Filmographie sélective
- 2002 : Rue des plaisirs de Patrice Leconte
- 2006 : Home de Patric Chiha
- 2006 : Sous mon lit de Jihane Chouaib (court-métrage)
- 2007 : Nos retrouvailles de David Oelhoffen
- 2008 : Le Premier Jour du reste de ta vie de Rémi Bezançon
- 2008 : Séraphine de Martin Provost
- 2010 : L'Absence de Cyril de Gasperis
- 2011 : Polisse de Maïwenn
- 2011 : Les Femmes du 6e étage de Philippe Le Guay
- 2012 : Holy Motors de Leos Carax
- 2013 : Le Temps de l'aventure de Jérôme Bonnell
- 2024 : La Pampa d'Antoine Chevrollier

## Nominations et récompenses
- 2006 : Lutin du meilleur son dans Sous mon lit partagé avec Emeline Becuwe, Nicolas Waschkowski, Béatrice Wick
- 2009 : Nommé César du meilleur son dans Séraphine, partagé avec Ingrid Ralet
- 2012 : Nommé César du meilleur son dans Polisse, partagé avec Nicolas Provost, Rym Debbarh-Mounir
- 2013 : Nommé César du meilleur son dans Holy Motors, partagé avec Josefina Rodriguez, Erwan Kerzanet
- 2016 : Nommé au César du meilleur son pour Mon roi (avec Nicolas Provost et Agnès Ravez)